# 血栓溶解療法
血栓溶解療法（thrombolysis、fibrinolytic therapy）は、血管内に生じた血栓を薬で分解（溶解）する治療法である。ST上昇型心筋梗塞、脳梗塞、重度の静脈血栓塞栓症（大量の肺塞栓症や広範囲の深部静脈血栓症）の場合に使用される。
主な合併症は出血（大出血）であり、状況によっては血栓溶解療法が適さない場合もある。血栓溶解療法は、閉塞した動脈に特化した再灌流療法においても重要な役割を果たす。

## 効果
血栓溶解療法が用いられる疾患：
- ST上昇型心筋梗塞：心筋梗塞の治療に血栓溶解療法（特に線溶療法）を用いると死亡率が低下することが、大規模試験で示されている[1]。通常プラスミンを活性化するタンパク質である組織プラスミノーゲン活性化因子（tPA）アナログを注入し、プラスミンによる二次的な線溶を促進することで作用する。
- 脳梗塞：血栓溶解療法は、治療の禁忌がない場合、虚血性脳卒中発症後3時間以内（あるいは6時間以内）に実施すると、重大な障害や死亡を減少させる[2][3][4]。
- 大規模肺塞栓症：大規模な肺塞栓症の治療には、全身的な血栓溶解療法よりカテーテルを用いた治療の方がより安全で効果的である。この治療法では、血栓に直接薬剤を注入する[5]
- 重症深部静脈血栓症（DVT）：例えば、四肢を失うおそれのある有痛性青股腫や、血栓が少なくとも総腸骨静脈（英語版）にまで及んでいる腸骨大腿静脈血栓症など[6]。
- 急性肢虚血（英語版）[7]
- 凝血性血胸[8]

ストレプトキナーゼを除く全ての血栓溶解薬は、ヘパリン（未分画または低分子量ヘパリン）と共に、通常24～48時間投与される。
血栓溶解療法は通常静脈内投与で実施されるが、3時間以上経過した脳梗塞や重度の深部静脈血栓症などの場合には、血管造影を見ながら（動脈内血栓溶解療法）患部の血管に直接投与することもある（カテーテル血栓溶解療法）。
血栓溶解療法は、画像下治療専門医、血管外科医、心臓専門医、神経放射線下治療学専門医、神経外科医など多くの専門医によって行われている。米国等の一部の国では、救急医療技術者が、オンラインでの医師の指示により、受診前に心臓発作に対して血栓溶解療法を行うことができる。より広範で独立性の高い資格を認定している国では、救急医療従事者（ECP）が受診前の血栓溶解療法（線溶療法）を自身の判断で開始できる。ECPを採用している国には、南アフリカ、イギリス、ニュージーランド等がある。受診前血栓溶解療法の実施に際しては、常に心臓発作、血栓溶解療法のリスク、一次経皮的冠動脈形成術（pPCI）の利用可能性等のリスク・ベネフィットが考慮される。

## 禁忌
血栓溶解療法にもリスクがある。したがって、臨床医はこの手技に最も適した患者、かつ致命的な合併症を起こす危険性が最も低い患者を選択しなければならない。絶対的な禁忌はそれだけで血栓溶解療法を避けるのに充分であるが、相対的な禁忌は全体的な臨床状況との関連で考慮する必要がある。

### 心筋梗塞
絶対的禁忌：
- 3か月以内の出血性脳卒中、虚血性脳卒中の既往歴
- 1年以内の脳卒中、認知症、または中枢神経系の損傷の既往歴
- 3週間以内の頭部外傷または6か月以内の脳外科手術の既往
- 既知の頭蓋内新生物
- 大動脈解離の疑い
- 6週間以内の内出血
- 活動性出血または既知の出血性疾患
- 3週間以内の外傷性心肺蘇生術

相対的禁忌：
- 抗凝固薬の経口投与
- 急性膵炎
- 妊娠中または産後1週間以内
- 活動性消化性潰瘍
- 6か月以内の一過性脳虚血発作
- 認知症
- 感染性心内膜炎
- 活動性空洞性肺結核
- 進行性肝疾患
- 心臓内血栓
- 未管理の高血圧（収縮期血圧180mmHg以上、拡張期血圧110mmHg以上）
- 2週間以内の非圧縮性血管への穿刺
- ストレプトキナーゼ療法の既往
- 2週間以内の大きな手術、外傷、または出血

### 脳梗塞
絶対的禁忌：
- 脳卒中発症の時間が不明な場合（例：睡眠から目覚めた患者）
- 昏睡[原語 3]、または固定眼球偏位と完全片麻痺を伴う重度の昏蒙[原語 4]
- 高血圧：試験前の繰り返し測定で収縮期血圧が185mmHg以上または拡張期血圧が110mmHg以上（改善した場合は、患者の治療が可能）
- CTスキャンが正常であっても、クモ膜下出血を示唆する臨床症状
- 敗血症性塞栓が疑われる場合
- 過去48時間以内にヘパリン製剤の投与を受け、活性化プロトロンビン時間（APTT）が上昇している場合、または既知の遺伝性または後天性の出血性疾患を有する場合
- INR >1.7
- 既知の進行性肝疾患、進行性右心不全、または抗凝固療法を受けている場合で、INR>1.5（前3者の条件がない場合は、INRの結果を待つ必要はない）
- 血小板数100,000uL未満
- 血清グルコース値<2.8mmol/Lまたは>22.0mmol/L

相対的禁忌：
- NIHSSスコア>22の重度の神経学的障害
- 年齢>80歳
- CTで広範囲の中大脳動脈（MCA）領域の梗塞が認められる場合（MCA領域の1/3以上で脳溝消失または灰白質白質境界部[原語 5]のぼやけが認められる）
- 過去3か月以内の脳卒中または重篤な頭部外傷で、出血のリスクが治療の利点を上回ると判断された場合
- 過去14日以内の大手術（動脈内血栓溶解療法を考慮）
- 頭蓋内出血、クモ膜下出血、頭蓋内動静脈奇形、頭蓋内新生物の既往歴
- 最近（30日以内）の心筋梗塞の疑い
- 最近（30日以内）の実質臓器の生検、または管理不能（例：局所的な圧力で制御できない）出血のリスクを高めると判断される手術
- 最近（30日以内）の内臓損傷または潰瘍性創傷を伴う外傷
- 最近（30日以内）の胃腸または尿路の出血、または管理（例えば局所的な圧力による）不能な出血のリスクを増加させると判断される活動中または最近のあらゆる出血
- 過去7日以内の非圧迫部位での動脈穿刺
- 重篤な疾患、進行性の疾患、または末期の疾患を併発している場合、または許容できないリスクをもたらすと判断されるその他の状態がある場合
- 軽度または急速に改善する欠乏[要説明]
- 痙攣：神経学的欠損の原因が発作であると判断される場合
- 妊娠は絶対的な禁忌ではない（動脈内血栓溶解療法を検討すべき）

## 副作用
出血性脳卒中は、血栓溶解療法の稀な重篤合併症である。患者が以前に血栓溶解療法を受けたことがある場合、血栓溶解剤に対するアレルギーが生じている可能性がある（特にストレプトキナーゼの場合）。症状が軽い場合は輸液を中止し、抗ヒスタミン剤の投与を開始してから輸液を再開する。アナフィラキシーの場合は、一般に血栓溶解療法を直ちに中止する必要がある。

## 医薬品
血栓溶解療法では、血栓を溶解する血栓溶解薬を使用する。これらの薬剤の多くはフィブリン（血栓の主成分の一つ）を標的としているため、フィブリン溶解薬とも呼ばれている。現在、承認されている血栓溶解薬は全て生物学的製剤であり、レンサ球菌に由来するものか、最近では遺伝子組換え技術を用いて、細胞培養によりtPAを製造し、組換え組織プラスミノーゲン活性化因子（rtPA）を得るものもある。
フィブリン溶解薬の例：
- ストレプトキナーゼ[13]
- ウロキナーゼ[14]
- 組換え組織プラスミノーゲン活性化因子（rtPA）
  - アルテプラーゼ[13]
  - レテプラーゼ[15]
  - テネクテプラーゼ（英語版）[15]
  - アニストレプラーゼ（英語版）[13]

## 研究開発
カテーテルを介して血栓溶解療法を受けた場合、副作用として出血が起こる可能性がある。血液中のフィブリノゲンの測定が出血を予測するバイオマーカーとなるか否かが研究されている。2017年時点では、この有効性は明らかにされていない。

## 訳語
1. ↑  Emergency medical technician
2. ↑  Emergency care practitioner
3. ↑  coma
4. ↑  obtundation
5. ↑  gray-white junction
6. ↑  thrombolytic drug
7. ↑  fibrinolytic drug